# Fotolys
Fotolys är en typ av kemisk reaktion som orsakas av fotoner, det vill säga elektromagnetisk strålning såsom ljus och ultraviolett ljus. Ett exempel är ombildandet av syrgas till ozon.
Ett annat exempel på fotolys är en del av det första steget i fotosyntesen, då vattenmolekyl med hjälp av ljus splittras till vätejoner och syre. Syret avges då som en biprodukt, vilket är essentiellt för många organismer på jorden som är beroende av syre för aerob respiration. För växten som genomgår fotosyntes är dock produktionen av ATP och väte den viktiga.